# إمبراير
الشركة البرازيلية الجوية س.أ (إمبراير) (بالإنجليزية: Embraer S.A.)، شركة تصنيع طائرات صغيرة ومتوسطة الحجم للاستعمال الداخلي طائرات شخصية، زراعية وطائرات حربية تعتبر ثالث أكبر شركة تصنيع طائرات تجارية بعد إيرباص وبوينغ تمثل طائرات شركة إمبراير 37% من أسطول شركات الطيران الإقليمية في أميركا  وتعتبر أكبر شركة مصدرة في كل البرازيل وتقع الشركة في مدينة ساو جوزية دوس كامبوس ـ ولاية ساو باولو ولدى الشركة وحدات أخرى في الصين أيضاً.

## التاريخ
وضعت الحكومة البرازيلة استثماراتها في مجال تصنيع الطائرات المحلية في بداية 1940 ولكنة لم يتحقق علي ارض الواقع إلا في عام 1969 عندما تم تأسيس الشركة البرازيلة لصناعة الطيران (إمبراير) كشركة مملوكة بالكامل للحكومة البرازيلة، وكانت أول طائرة انتجتها الشركة هي طائرة امبراير 110 ذات دفع التوربيني، وحتي عام 1985 كانت الشركة تستهدف السوق المحلي عندما اصدرت الشركة أول طائرة إقليمة تستهدف التصدير وفي عهد حكومة فيرناندو أنريك كاردوسو تحولت الشركة الي الخصخصة عبر بيع حصص في 7 ديسمبر 1994 مع احتفاظ الحكومة البرازيلة بالحصة الذهبية التي تسمح لها بسلطة الاعتراض في مجلس إدارة الشركة وفي عام 2000 قدمت شركة امبراير إصدار اولي في بورصه نيويورك الأمريكية وبورصه ساو باولو البرازيلية

## أنواع الطائرات

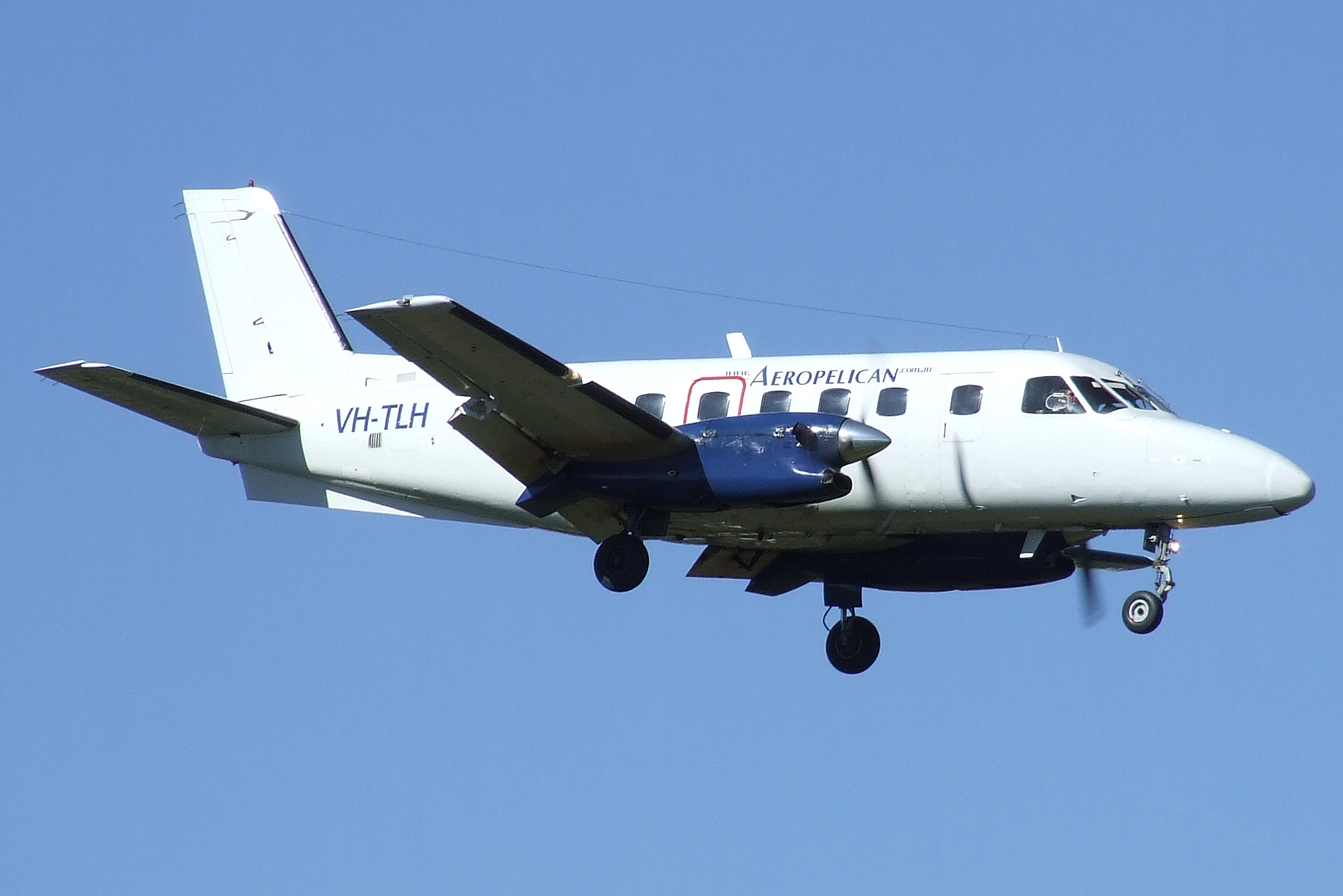
طائرة امبراير 110.

### طائرات تجارية
طائرات إمبراير التي تبدأ بـ: (ي ر ج ـ ERJ) تعني خط إمبراير الداخلي ومنها:
- امبراير 110 (21 راكبا) ذات دفع توربيني.
- امبراير 120 (30 راكبا) ذات دفع توربيني.
- امبراير 123 (30 راكبا) ذات دفع توربيني.
- امبراير 135 (37 راكبا)
- امبراير 140 (44 راكبا)
- امبراير 145 (50 راكبا)
- امبراير 170 (80 راكبا)
- امبراير 175 (88 راكبا)
- امبراير 190 (110 راكبا)
- امبراير 195 (122 راكبا)

### طائرات شخصية
- لاغاسي.

### مشاريع جديدة
- امبراير فينوم 100
- امبراير فينوم 300
- Lineage 1000

### طائرات حربية
- أي.إم.إكس إنترناشيونال
- EMB-312 Tucano
- EMB-314 Super Tucano
- EMB-326 Xavante
- EMB-145 AEW&C
- EMB-145 RS/AGS
- EMB-145 MP/ASW
- EMB-111
- EMBRAER C-390

## تسليم الطائرات التجارية
| سنة           | 1996 | 1997 | 1998 | 1999 | 2000 | 2001 | 2002 | 2003 | 2004 | 2005 | 2006 | 2007 | 2008 | 2009 | 2010 |
| ------------- | ---- | ---- | ---- | ---- | ---- | ---- | ---- | ---- | ---- | ---- | ---- | ---- | ---- | ---- | ---- |
| عدد الاصدارات | 4    | 32   | 60   | 96   | 160  | 161  | 131  | 101  | 148  | 141  | 130  | 169  | 204  | 244  | 246  |

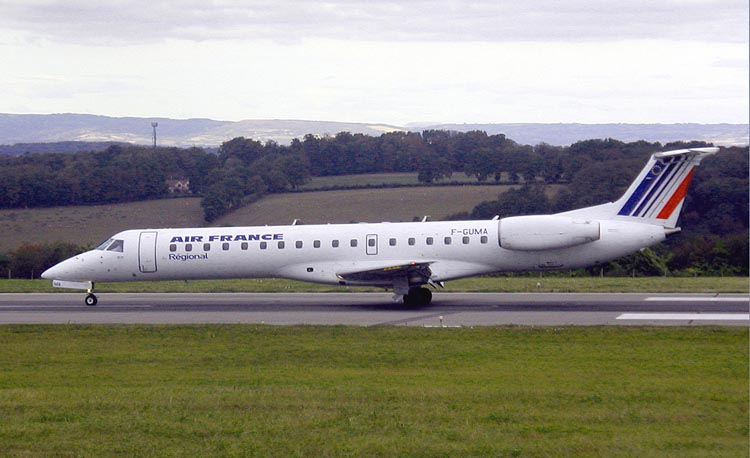
طائرة ERJ-145 تابعة إير فرانس.

الأرقام تشمل الإصدارات العسكرية والطائرات التجارية.
مجموع ارقام التسليم كما في 30 يونيو 2007م

### الحوادث
في 24 أغسطس 2010 تحطمت طائرة تابعة لشركة طيران هينان من طراز امبراير 190 في قرية صغيرة بأقليم هايلونججيانج الصيني وادي الحادث الي وفاة 43 راكب